# Бірманські мангри
Бірманські мангри або Мангри м'янманського узбережжя (ідентифікатор WWF: IM1404) — індомалайський екорегіон мангрових лісів, розташований на західному узбережжі Індокитаю. 

## Географія
Екорегіон бірманських мангрів простягається вздовж східного узбережжя Бенгальської затоки та північного і східного узбережжя Андаманського моря. Найбільші анклави екорегіону розташовані в М'янмі, зокрема в південній частині дельти Іраваді та на західних узбережжях штату Ракайн і області Танінтаї. Менші масиви бірманських мангрів зустрічаються в Бангладеш (на островах в окрузі Читтагонг), Таїланді та Малайзії (на західному узбережжі Малайського півострова).
Річка Іраваді є п'ятою річкою у світі після Хуанхе, Гангу, Амазонки та Міссісіпі за кількістю річкових наносів, яких вона відкладає в дельті. Щороку вона відкладає в регіоні близько 300 мільйонів тон алювіальних відкладів, збільшуючи площу дельти. 300 000 років тому її гирло було розташоване приблизно за 275 км північніше, ніж зараз, в районі сучасного міста П'ї.

## Флора
Екорегіон бірманських мангрів вирізняється найвищим флористичним різноманіттям серед усіх мангрових регіонів Індійського океану. Лише в М'янмі зустрічається 28 видів мангрових дерев.
В манграх Ракайну переважають азійські мангри (Rhizophora mucronata), високі мангри (Rhizophora apiculata), звичайні канделії (Kandelia candel), гранатові мангри (Xylocarpus granatum), молуккські деревоплідники (Xylocarpus moluccensis), мангрові фінікові пальми (Phoenix paludosa), пальми ніпа (Nypa fruticans) та різні види соннератій (Sonneratia spp.) і бругієр (Bruguiera spp.). Основу мангрових заростей тенассерімського узбережжя складають мангрові яблука (Sonneratia caseolaris), шпорові мангри (Ceriops tagal), гранатові мангри (Xylocarpus granatum), індійські мангри (Avicennia officinalis) та різні види ризофор (Rhizophora spp.) і бругієр (Bruguiera spp.).
Мангри дельти Іраваді вирізняються найвищим різноманіттям. Тут ростуть азійські мангри (Rhizophora mucronata), високі мангри (Rhizophora apiculata), дрібноцвіті бругієри (Bruguiera parviflora), східні мангри (Bruguiera gymnorhiza), циліндричні бругієри (Bruguiera cylindrica), мангри сундрі (Heritiera fomes), безпелюсткові соннератії (Sonneratia apetala), соннератії Гріффіта (Sonneratia griffithii), мангрові яблука (Sonneratia caseolaris), гранатові мангри (Xylocarpus granatum), кедрові мангри (Xylocarpus moluccensis), десятитичинкові церіопси (Ceriops decandra), індійські мангри (Avicennia officinalis), звичайні канделії (Kandelia candel) та молочні мангри (Excoecaria agallocha).

## Фауна
В мангрових лісах екорегіону поширені індійські замбари (Rusa unicolor), бенгальські аксиси (Axis porcinus), великі оленьки (Tragulus napu), малі оленьки (Tragulus kanchil), північні руді мунтжаки (Muntiacus vaginalis), дикі свині (Sus scrofa) та макаки-крабоїди (Macaca fascicularis). В манграх Тенассеріму живуть рідкісні чепрачні тапіри (Tapirus indicus), а в манграх Ракайну зустрічається близько 150 індійських слонів (Elephas maximus indicus). Можливо, в екорегіоні продовжують зустрічатися рідкісні індокитайські тигри (Panthera tigris corbetti), індокитайські леопарди (Panthera pardus delacouri), гірські куони (Cuon alpinus) та суматранські видри (Lutra sumatrana), хоча, можливо, вони були винищені у дикій природі.
В бірманських манграх зустрічаються різноманітні місцеві та мігруючі водно-болотні птахи. Серед поширених в екорегіоні птахів слід відзначити чорночереву змієшийку (Anhinga melanogaster), яванського баклана (Microcarbo niger), тихоокеанську чепуру (Egretta sacra), суматранську чаплю (Ardea sumatrana), рудого огаря (Tadorna ferruginea), білоброву якану (Metopidius indicus), монгольського пісочника (Charadrius mongolus), рифового лежня (Esacus magnirostris), чорнокрилого кулика-довгонога (Himantopus himantopus), охотського коловодника (Tringa guttifer), чорнокрилого мартина (Larus fuscus) та водяну курочку (Gallinula chloropus). Також в бірманських манграх мешкають яванські марабу (Leptoptilos javanicus), двобарвні пінони (Ducula bicolor), мангрові піти (Pitta megarhyncha), мангрові нектаринки (Leptocoma brasiliana), карміновогорлі нектаринки (Leptocoma calcostetha), рудощокі кравчики (Orthotomus ruficeps), мангрові джунгляки (Pellorneum rostratum) та сундайські салангани (Aerodramus fuciphagus).
В дельті Іраваді живуть рідкісні гребінчасті крокодили (Crocodylus porosus), найбільші плазуни світу. Можливо, тут продовжують зустрічатися дуже рідкісні північні багатури (Batagur baska). Ці черепахи значно постраждали від збору яєць і збереглися лише на деяких прибережних островах.

## Збереження
Бірманські мангри найбільше постраждали серед усіх мангрових екорегіонів Азії. Вирубка лісів у внутрішніх районах М'янми призвела до ерозії ґрунту та до збільшення кількості річкових наносів у дельті Іраваді. Ще більше мангри постраждали від масштабної вирубки самих мангрових дерев, яка відбувається задля отримання деревини та деревного вугілля, а також з метою розчистки землі під рисові поля та інші сільськогосподарські угіддя. За оцінками, в М'янмі з 2000 року щорічно знищується близько 14,6 га мангрів, а в період з 2000 до 2014 року було втрачено понад 1911 км² мангрових лісів.
Оцінка 2017 року показала, що 1461 км², або 8 % екорегіону, є заповідними територіями. Природоохоронні території включають: Природний заповідник Мейнмахла-Куюн в М'янмі, а також Національний парк Аопхангнга, Національний парк Кхачтчаомай та Національний парк Тхалебан в Таїланді.